# Пуповинна кров
Пуповинна кров — це кров, яка залишається в плаценті та в прикріпленій пуповині після пологів. Пуповинну кров збирають, оскільки вона містить стовбурові клітини, які можна використовувати для лікування гемопоетичних і генетичних розладів, таких як рак. Компанії клітинної терапії зростають у розробці генетично модифікованих алогенних природних клітин-кілерів з пуповинної крові як альтернативи CAR T-клітинній терапії рідкісних захворювань.

## Складові
Пуповинна кров складається з усіх елементів, що містяться в цільній крові — еритроцитів, лейкоцитів, плазми, тромбоцитів. Порівняно з цільною кров'ю існують деякі відмінності в складі крові, наприклад, пуповинна кров містить більшу кількість природних клітин-кілерів, меншу абсолютну кількість Т-клітин і більшу частку незрілих Т-клітин. Проте інтерес до пуповинної крові здебільшого викликаний спостереженням, що пуповинна кров також містить різні типи стовбурових клітин і клітин-попередників, переважно гемопоетичних стовбурових клітин. Деякі типи негемопоетичних стовбурових клітин також присутні в пуповинній крові, наприклад, мезенхімальні стовбурові клітини, однак вони присутні в набагато меншій кількості, ніж ті, які можна знайти в кістковому мозку дорослої людини. Ендотеліальні клітини-попередники та мультипотентні необмежені дорослі стовбурові клітини також можна знайти в пуповинній крові. На відміну від ембріональних стовбурових клітин, які є плюрипотентними, стовбурові клітини пуповинної крові є мультипотентними.

## Медичне використання
Пуповинна кров використовується так само як трансплантація гемопоетичних стовбурових клітин для відновлення кісткового мозку після променевої терапії різних видів раку крові та різних форм анемії. Ефективність її також схожа.

## Побічні ефекти при трансплантації
Побічні ефекти подібні до трансплантації гемопоетичних стовбурових клітин, а саме реакція «трансплантат проти хазяїна», якщо пуповинна кров походить від генетично іншої людини, і ризик важкої інфекції під час відновлення імунної системи. Щоб забезпечити найменшу кількість ускладнень під час трансплантації, мають бути присутні рівні приживлення; Зокрема, повинні вироблятися як нейтрофіли, так і тромбоцити. Однак цей процес виробництва нейтрофілів і тромбоцитів після трансплантації займає набагато більше часу, ніж у стовбурових клітин. У багатьох випадках час приживлення залежить від дози клітин або кількості стовбурових клітин, отриманих у зразку крові. У статті доктора Мойза про пуповинну кров було виявлено, що в пуповинній крові приблизно на 10 % менше стовбурових клітин, ніж у кістковому мозку. Тому необхідно отримати достатню кількість пуповинної крові, щоб зібрати адекватну дозу клітин, однак ця кількість змінюється від немовляти до немовляти і є незамінною. З огляду на те, що ця ідея є досить новою, попереду ще багато досліджень, які потрібно завершити. Наприклад, досі невідомо, як довго можна безпечно заморожувати пуповинну кров, не втрачаючи її корисних ефектів. Існує менша захворюваність з пуповинною кров'ю порівняно з традиційною HSCT, попри менш суворі вимоги щодо відповідності HLA.